# Шампаньи, Франсуа-Жозеф
Франсуа-Жозеф де Шампаньи (1804—1882) — 4-й герцог де Кадор, французский писатель, член французской академии.

## Биография
Сын Жан Батист Номпера де Шампаньи, герцог де Кадора]], французского посла в Австрии. Франсуа-Жозеф де Шампаньи сочувствовал направлению Монталамбера и деятельно сотрудничал в «Correspondant» (фр.) и «Ami de la Religion»; был также одним из основателей и редакторов «Revue contemporaine» (фр.).
Наиболее важная его работа: «Les Césars», печатавшаяся отрывками в «Revue des deux mondes», вышла в свет в 1841—1843 годах. Это сочинение несколько односторонне и пристрастно, так как автор смотрит на империю сквозь призму гонений на христиан. Продолжением этого труда служат «Les Antonins» (1863) и «Les Césars du III-me siècle» (1870).
Вместе с епископом Дюпанлу Шампаньи всеми силами противился во имя религии допущению во французскую академию позитивиста Литтре, но потерпел неудачу: ему пришлось даже говорить приветственную речь по адресу Литтре.
Кроме названных выше, Шампаньи принадлежат ещё следующие сочинения:
- «Un mot d’un catholique sur quelques travaux protestants» (1844);
- «Du projet de loi sur la liberté de l’enseignement» (1847);
- «De la propriété» (1849);
- «Du germanisme et christianisme» (1850);
- «Un examen de conscience» (1850);
- «Les premiers siècles de la charité» (1854);
- «Rome et la Judée au temps de la chute de Néron» (1858);
- «Le père Lacordaire» (1870);
- «L’apologétique d’aujourd’hui» (1873);
- «Les mémoires du comte de Ségur» (1873);
- «La religion romaine d’Auguste aux Antonins» (1874);
- «La Francmaçonnerie» (1875);
- «L’Italie, études historiques» (1875) и др.